# 2,4-dinitrofenol
2,4-dinitrofenolul (abreviat DNP) este un compus organic din clasa fenolilor și nitroderivaților aromatici, fiind unul dintre izomerii dinitrofenolului, cu formula HOC6H3(NO2)2. Este un compus solid, cristalin, galben, cu un miros dulceag. Sublimează și este solubil în majoritatea solvenților organici, dar și în soluții apoase alcaline. În stare uscată, este puternic exploziv. Este utilizat ca precursor pentru alte substanțe chimice organice. Prezintă activitate biologică, având ca efect decuplarea fosforilării oxidative din cadrul lanțulul transportor de electroni din mitocondrie.

## Obținere
2,4-dinitrofenolul poate fi obținut în urma reacției de nitrare a fenolului, utilizând acid azotic în prezență de acid sulfuric. Reacția produce inițial un amestec de 2-nitrofenol și 4-nitrofenol, care se nitrează până la 2,4-dinitroderivat:
Mai poate fi obținut în urma reacției de hidroliză a 1-cloro-2,4-dinitroclorobenzenului.